# Vasič
Vasič je priimek več znanih Slovencev:
- Ivan Vasič (1882–1967), pravnik in publicist
- Ljudevit (Ljudovik) Vasič, okrajni zdravnik v Trebnjam, oče Minke
- Marjeta Vasič - Pirjevec (1922–2005), literarna zgodovinarka, profesorica, prevajalka in publicistka
- Marija (Minka) Vasič, r. Medič (umrla 1979), učiteljica
- Minka Vasič (Minka Govekar) (1874–1950), prevajalka, publicistka
- Romana Vasič (1872–1944), poštna uradnica in narodnoprosvetna delavka, igralka